# SIMPLE (Mathematik)
Der SIMPLE-Algorithmus (Semi-implicit Method for Pressure Linked Equations) wird in der numerischen Strömungsmechanik zur Lösung der Navier-Stokes-Gleichungen bei unbekanntem Druckfeld eingesetzt.
Die Grundidee, auf der SIMPLE basiert, ist das unbekannte Druckfeld zu schätzen, die Geschwindigkeitsfelder damit zu berechnen und mit Hilfe der Kontinuitätsgleichung eine Druckkorrektur und anschließend eine Geschwindigkeitskorrektur zu bestimmen. Dieses Vorgehen wird wiederholt, bis die Kontinuitätsgleichung im Rahmen der vorgegebenen Genauigkeit erfüllt wird.
Eine modifizierte Variante ist der SIMPLER-Algorithmus (SIMPLE Revised), der 1979 von Patankar vorgestellt wurde.